# Колона Траяна
Коло́на Трая́на (італ. Colonna Traiana; лат. Columna Traiani) — давньоримська тріумфальна колона на Форумі Траяна в Римі. Споруджена за наказом римського сенату 113 року архітектором Аполлодором Дамаським на честь перемог імператора Траяна в Дакійських війнах. Найбільш відома своїм спіральним барельєфом, який зображає війни між римлянами та даками (101–102 та 105–106). Його дизайн надихнув численні колони перемоги, як стародавні, так і сучасні

## Конструкція
Колона виконана з 20 блоків каррарського мармуру діаметром 3,6 м. кожен з яких важить близько 32 тонн, разом із п’єдесталом сягає висоти 38 м. (близько 30 метрів без нього). Усередині колона порожня: в ній знаходяться гвинтові сходи зі 185 сходинками, які ведуть на майданчик що знахожиться на капітелі. Блок капітелі колони Траяна важить 53,3 тонни, і його потрібно було підняти на висоту близько 34 метрів
Стовбур колони по спіралі 23 рази огинає 190-метровий фриз з рельєфами, що зображають епізоди війни Риму та Дакії. 

Спочатку планвалася бути увінчаною статуєю орла, на що вказують стародавні монети, зрештою після будівництва була встановлена статуя Траяна. В 1588 році замість неї папа Сікст V встановив статую апостола Петра скульпторів Леонардо Сормані і Томазо делла Порта, яка знаходиться на колоні до цього дня.

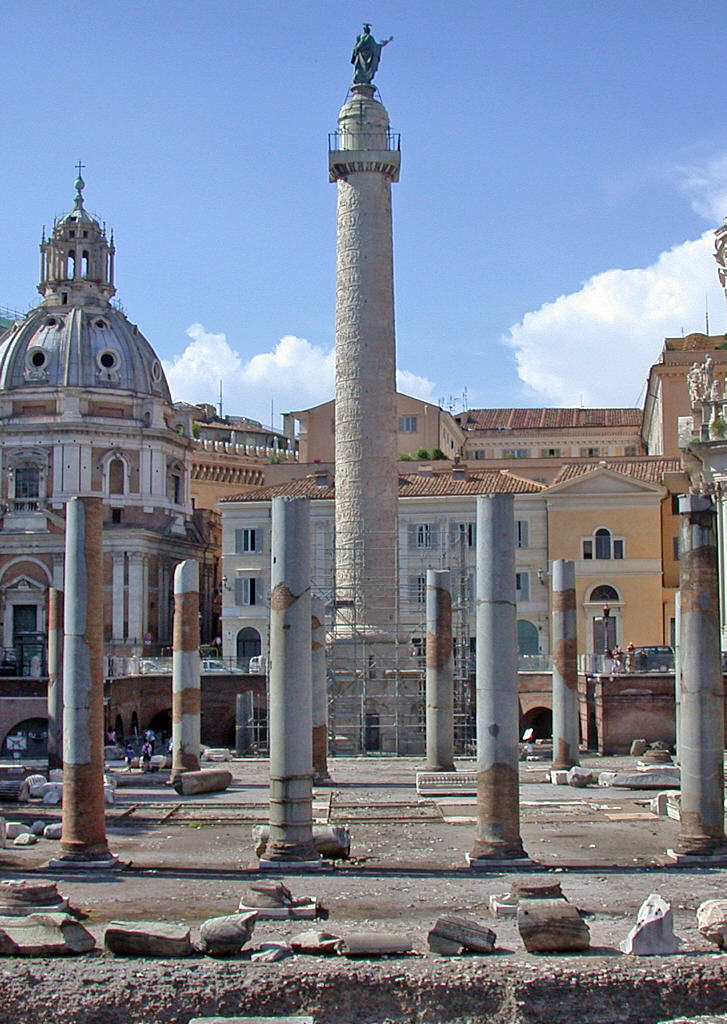
Загальний вид
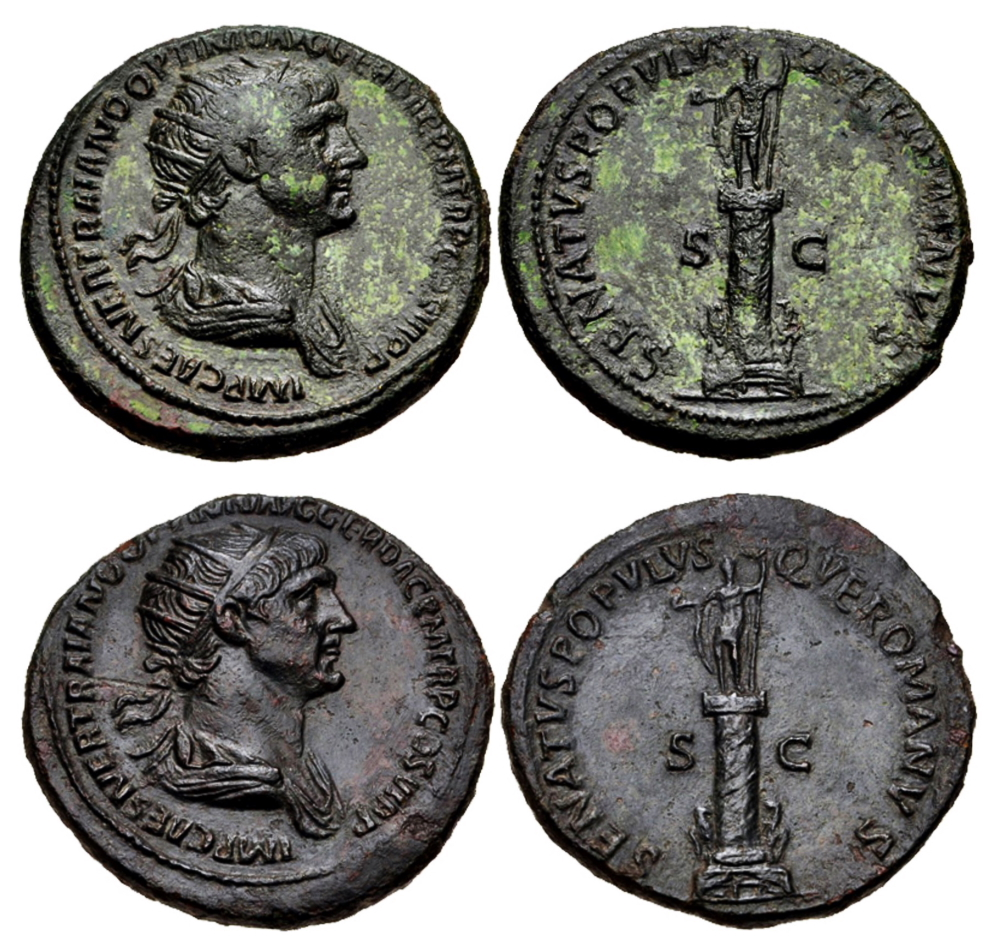
Два екземпляри Дюпондія показують колону з статуєю Траяна на вершині та його портретом
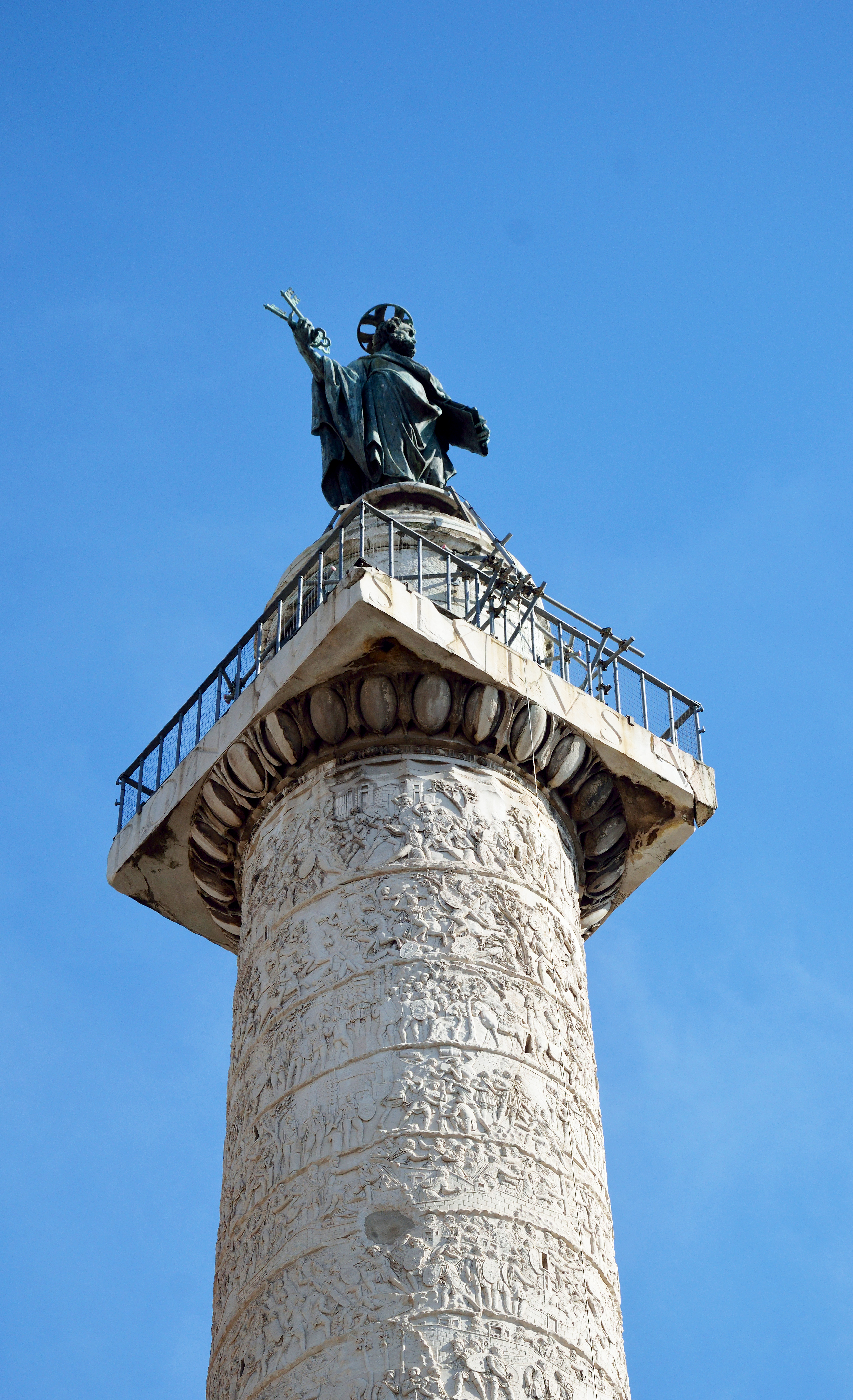
Статуя апостола Петра на капітелі колони

## П'єдестал
В основі колони розташовані двері, що ведуть до зали, де містилися золоті урни з прахом Траяна та його дружини Помпеї Гребель.
Над дверима написаний текст латиною:
SENATVS·POPVLVS·QVE·ROMANVS
IMP·CAESARI·DIVI·NERVAE·F·NERVAE
TRAIANO·AVG·GERM·DACICO·PONTIF
MAXIMO·TRIB·POT·XVII·IMP·VI·COS·VI·P·P
AD·DECLARANDVM·QVANTAE·ALTITVDINIS
MONS·ET·LOCVS·TANT<IS·OPER>IBVS·SIT·EGESTVS 

Що в перекладі означає: «сенат і народ римський [будували цю колону] Імператору Цезарю Нерве Траяну Августу, сину божественного Нерви, Германському, Дакійському, Великому Понтифіку, наділеному владою народного трибуна в 17-й раз, Імператору в 6-й раз, Консула в 6-й раз, Батьку Вітчизни, щоб було видно, якої висоти пагорб було зрито, щоб звільнити місце для зведення цих значних споруд».

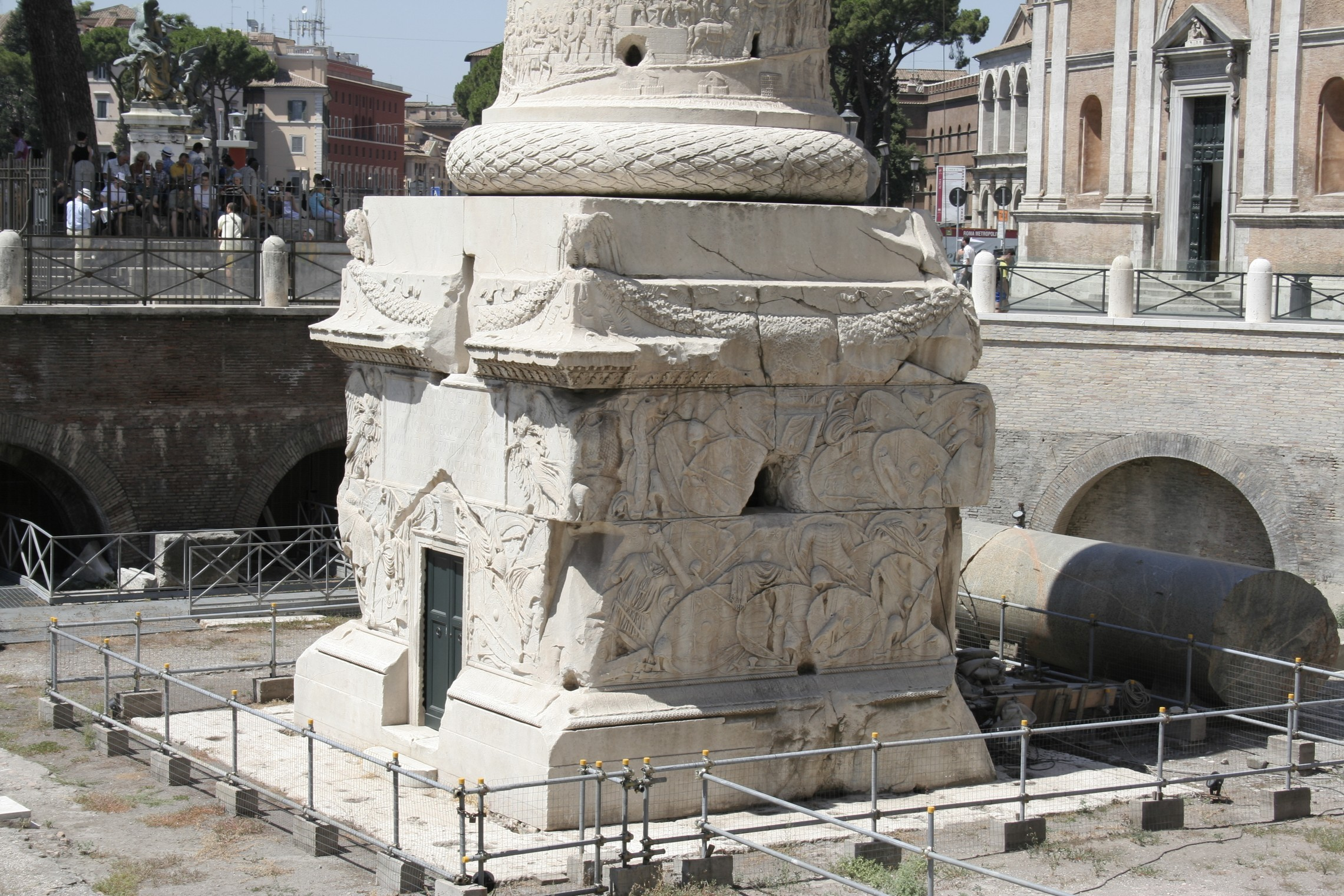
П'єдестал колони
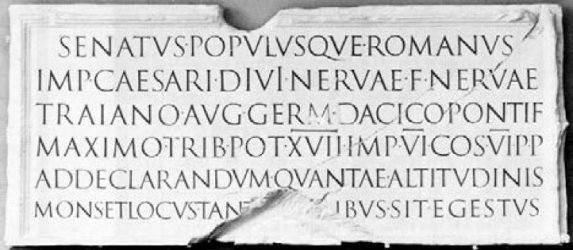
Напис на п'єдесталі колони
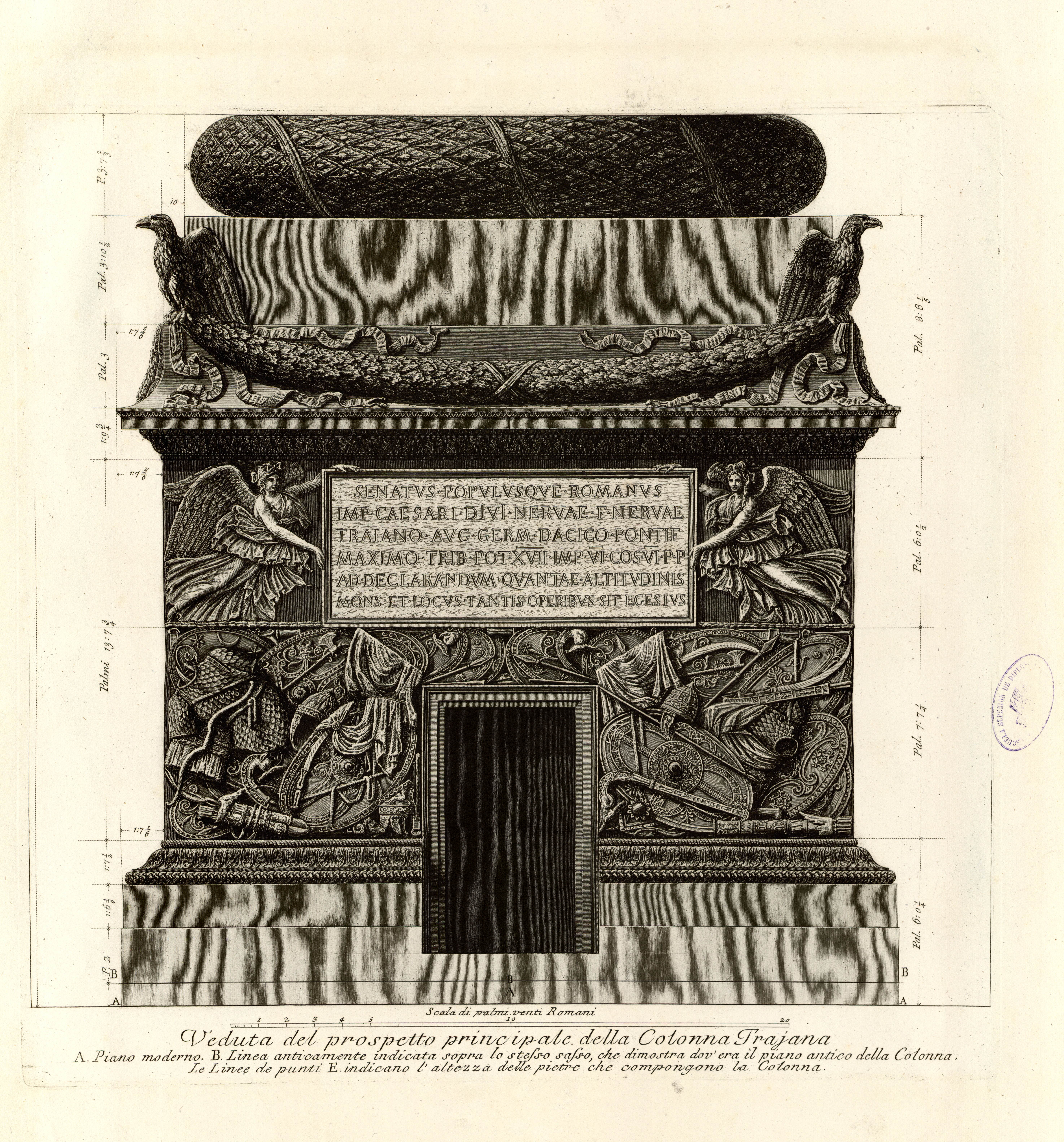
Малюнок напису на п'єдесталі, Джованні Баттіста Піранезі, 1774.
Ізометричний вид п'єдесталу.

## Рельєф
Безперервний спіральний фриз обертається 23 рази від основи до капітелі, і свого часу був архітектурним нововведенням (використовувався пізнішими імператорами, наприклад Марком Аврелієм). Сцени розгортаються безперервно, перспективою скульпторам довелося свідомо пожертвували задля більшої інформативності: часто в одній сцені використовуються різні ракурси, щоб можна було розкрити більше (наприклад, інший ракурс використовується, щоб показати чоловіків, які працюють за стіною). Деталі пейзажу, фортечні стіни дано поза масштабом. Близькі і далекі людські фігури мають однакову чіткість і розміри, розташовані однин над одним. Зате окремі постаті передані дуже реалістично, тому рельєф колони є цінним джерелом вивчення зброї, обладунків, костюмів — як римлян, так і даків того часу.

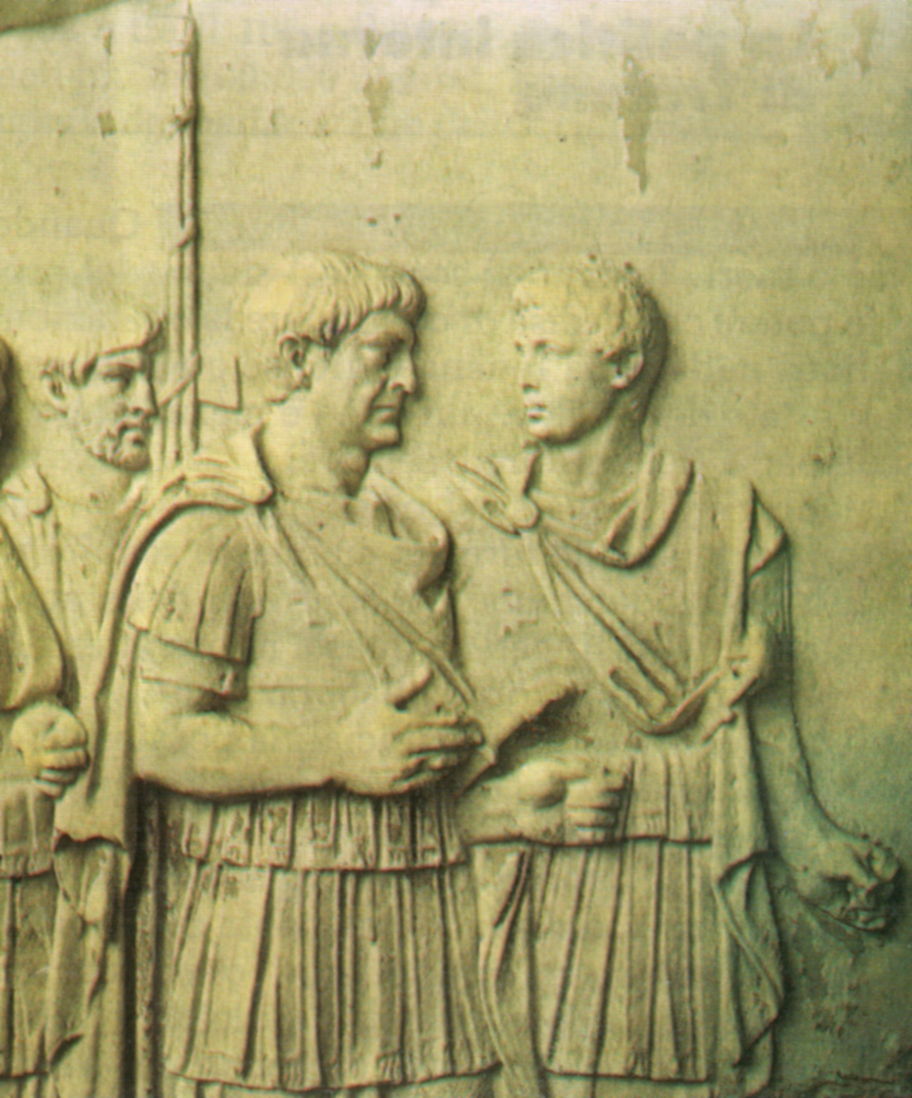
Імператор Траян з генералом Луцієм Луцініоном Сурою
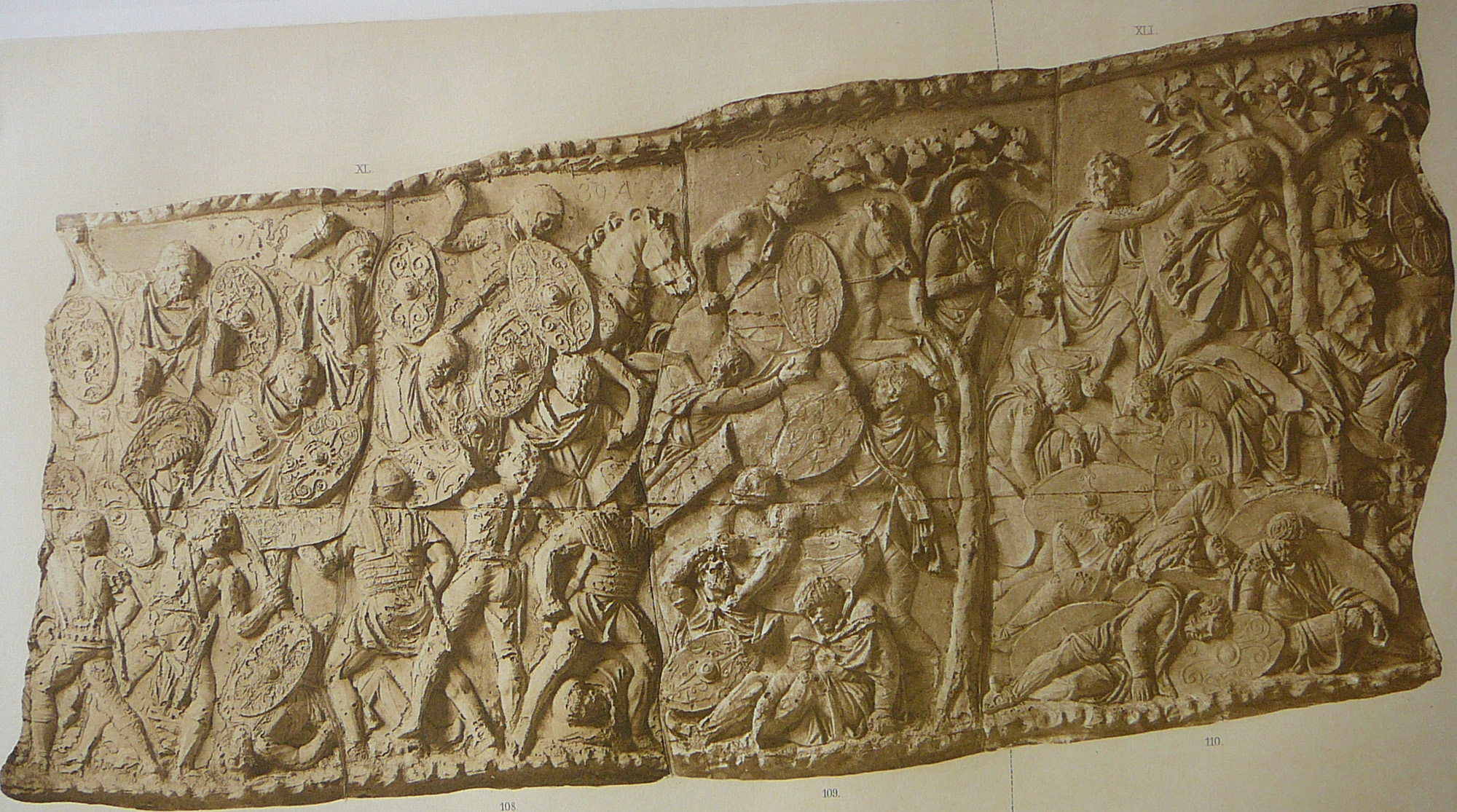
Фрагмент фризу колони що зображує сцену битви між римськими та дакійськими військами
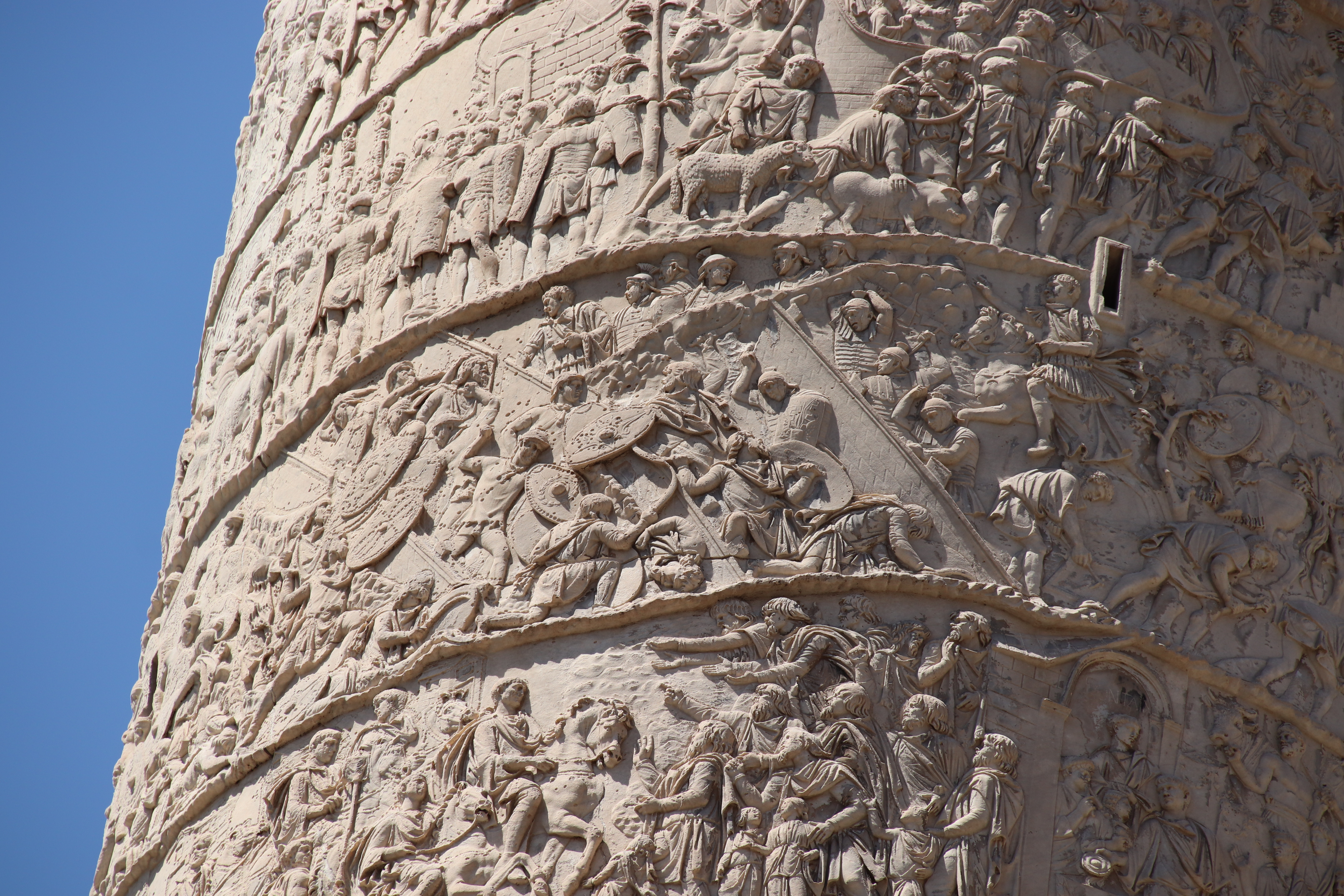
Декілька рядів фризу
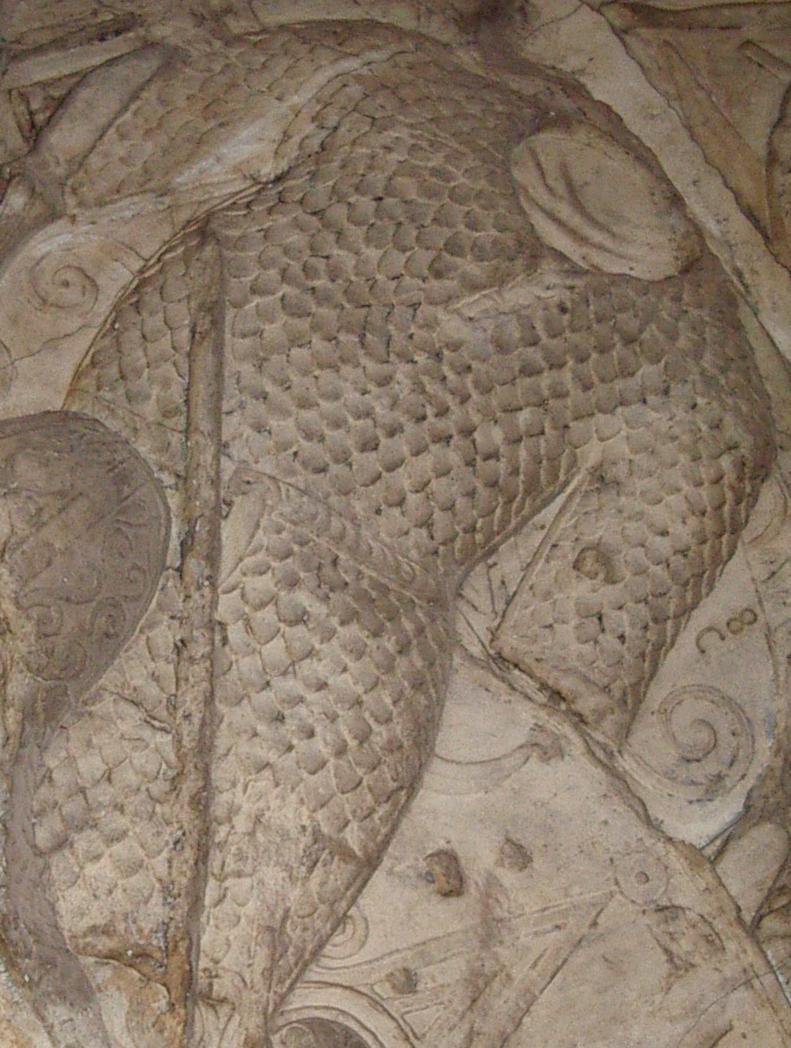
Фрагмент що демонструє даккську броню

Рельєф оповідає про дві переможні війни Траяна з даками: нижня половина ілюструє першу (101–102), а верхня половина ілюструє другу (105–106).Секції, присвячені війнам, розділені зображенням фігури крилатої Перемоги, яка пише на щиті, оточеному трофеями, ім'я переможця. Ключовими конкретними подіями, які зображуються, є перша переправа римського легіону через Дунай, подорож Траяна вгору по Дунаю, капітуляція даків наприкінці першої війни, велика жертва на Дунайському мосту під час другої війни, штурм столиці Дакії та смерть дакійського царя Децебала. Сцени бою на колоні представлені в меншості, натомість акцентується увага на образах порядкових солдатів, які здійснюють церемонію та будівництво : пересування, будівництво укріплень, переправи через річки, битви. Усього на колоні викарбовано 2662 людські фігури у 155 сценах, а сам Траян з'являється у ній 58 раз як центральний герой серед свого війська. Крім Перемоги в рельєфі присутні й інші алегоричні постаті: Дунай в образі величного старця, Ніч — жінка із закритим покривалом обличчям тощо

## Галерея

Детальний вид на північну сторону
Детальний вид на східну сторону
Детальний вид на південно-східну сторону
Детальний вид на південно — південно-західну сторону
Детальний вид на західну — південно-західну сторону
Детальний вид на західну сторону